# Аль-вала валь-бара
«Аль-вала валь-бара» (араб. الولاء والبراء‎ —  «дружба и непричастность», «дружба и вражда», «симпатии и антипатии»‎) — доктрина в салафитском исламе, разделяющая человечество на истинных мусульман (которых следует любить — араб. وَلَاء‎ вала) и всех остальных людей (к которым следует испытывать отчуждение, враждебность и ненависть — араб. بَرَاء‎ бара). Эта концепция развита в работах богословов Абд ар-Рахмана ибн Абд аль-Халика (1978), Мухаммада Саида аль-Катани (1981) и в более жёсткой форме — саудовского правоведа Салиха аль-Фаузана (1997), занимавшего должность главы Верховного суда Саудовской Аравии.
Салих аль-Фаузан выделяет три группы людей:
- истинно верующие — их следует безоговорочно любить и оказывать им поддержку, сюда включаются сами салафиты, пророки, шахиды, праведники, в эту категорию однозначно не входят шииты;
- все неверные и безбожники (кафиры, в том числе христиане и иудеи), многобожники (политеисты или мушрики), лицемеры (мунафики, то есть внешне набожные мусульмане, но которые не веруют искренне), вероотступники и еретики (муртады) — их следует ненавидеть, враждовать с ними, даже если это близкие родственники (родители, братья или дети);
- согрешившие мусульмане — отношение к ним неоднозначно (их грехи не столь значительны как многобожие и неверие), их следует осуждать, пока они не раскаются.

Согласно аль-Фаузану, для истинных мусульман запретной является дружба с неверными, которая проявляется в следующем:
- уподобление неверным в одежде, словах, облике, еде и напитках, в том числе использование их языка (кроме необходимых случаев);
- проживание в странах неверных и отказ от переезда в страну ислама ради сохранения своей религии (кроме тех мусульман, кто не в состоянии переехать и тех, кто занимается миссионерством);
- поездки в страны неверных для развлечений (кроме лечения, торговли, обучения — если это можно сделать только там, затем следует вернуться в страну ислама);
- оказание помощи и содействия неверным против мусульман, а также их восхваление и защита;
- обращение за помощью к неверным, оказание им доверия, назначение их на посты, где можно узнать тайны мусульман, избрание неверных в качестве советников — по мнению аль-Фаузана, неверные сами ненавидят мусульман и хотят воспользоваться доверием мусульман, чтобы причинить им вред;
- использование летоисчисления неверных — связанного с рождением пророка Исы, то есть летоисчисление от Рождества Христова;
- участие в праздниках неверных, оказание помощи в организации праздников, поздравление неверных с их праздниками;
- восхваление неверных за достижения их культуры и цивилизации, восхищение их нравами и мастерством, без учёта порочности воззрений и ложности их религии — при этом следует изучать промышленность, экономику и военное искусство неверных (для накопления силы мусульман против неверных);
- использование имён неверных для своих детей — нельзя давать детям неисламские имена;
- обращение к Аллаху с молитвами о прощении и милости к неверным — это означает любовь к неверным и попытку улучшить их положение.